# Harry Ricardo
Harry Ricardo CBE (Londres, 26 de janeiro de 1885 — 18 de maio de 1974) foi um engenheiro mecânico britânico.
Foi um afamado projetista de motores nos anos iniciais de desenvolvimento do motor de combustão interna.
Dentre suas diversas realizações, aprimorou os motores usados nos primeiros tanques de guerra, supervisionou pesquisas sobre a física da combustão interna que levou à utilização da octanagem, foi fundamental no desenvolvimento do projeto de motores com válvula de camisa, e inventou a câmara de pré-combustão diesel, tornando possível a construção de motor a diesel de alta velocidade.

## Livros
- Ricardo, Harry R. Sir (1923). The Internal Combustion Engine. Glasgow: Blackie
- — (1931). The High-Speed Internal Combustion Engine 2nd ed. Glasgow: Blackie revised
- —; revised by Glyde, H.S. (1941). The High-Speed Internal Combustion Engine 3rd ed. Glasgow: Blackie
- — (1953). The High-Speed Internal Combustion Engine 4th ed. Glasgow: Blackie. ...an entirely fresh start.
- — (1968). Memories and machines: the pattern of my life. London: Constable, 264 Pages